# Ruth Lawrence
Ruth Elke Lawrence-Neimark (en hébreu : רות אלקה לורנס-נאימרק) est une mathématicienne anglo-israélienne et professeure agrégée de mathématiques à l'Einstein Institute of Mathematics (en) de l'université hébraïque de Jérusalem, et chercheuse en théorie des nœuds et topologie algébrique. En dehors du monde universitaire, elle est surtout connue pour avoir été une enfant prodige en mathématiques.

## Biographie
Ruth Lawrence est née le 2 août 1971 à Brighton, en Angleterre. Ses parents, Harry Lawrence et Sylvia Greybourne, étaient tous deux consultants en informatique. Quand Ruth Lawrence avait cinq ans, son père a abandonné son emploi pour qu'il puisse l'éduquer à la maison.

## Éducation
En 1980, à l'âge de neuf ans, Ruth Lawrence a obtenu un niveau O en mathématiques, établissant un nouveau record de précocité. Son record a été battu plus tard, en 2001, lorsque Arran Fernandez (en) est parvenu à obtenir un GCSE en mathématiques à cinq ans. Toujours à l'âge de neuf ans, elle a obtenu un A-level en mathématiques pures.
En 1981, Ruth Lawrence a réussi l'examen d'entrée à l'université d'Oxford en mathématiques, rejoignant le St Hugh's College en 1983 à l'âge de douze ans. À Oxford, son père a continué de participer activement à son éducation, en l'accompagnant à toutes les conférences et à certains cours. 
En 1985, à l'âge de 13 ans, elle a terminé sa licence universitaire en deux ans, au lieu des trois années normalement prévues, avec une mention first spéciale et une mention spéciale. Elle est devenue la plus jeune Britannique à obtenir un diplôme de première classe et la plus jeune à être diplômée de l'université d'Oxford à l'époque moderne. Ces performances ont fortement attiré sur elle l'attention de la presse grand public britannique.
Ruth Lawrence a ensuite obtenu une licence en physique en 1986 et un doctorat (DPhil) ès mathématiques à Oxford en juin 1989, à l'âge de 17 ans. Sa thèse de doctorat, Homology representations of braid groups (« Représentations homologiques des groupes de tresses »), lui a été attribuée pour ses recherches réalisées sous la direction du professeur Michael Atiyah.

## Carrière
Ruth Lawrence et son père ont déménagé aux États-Unis pour son premier poste universitaire, qui était à l'université Harvard, où elle est devenue junior fellow en 1990 à l'âge de 19 ans. En 1993, elle a déménagé à l'université du Michigan, où elle est devenue professeur agrégé avec mandat en 1997.
En 1998, Lawrence a épousé Ariyeh Neimark, mathématicien à l'université hébraïque de Jérusalem, et a adopté le nom de Ruth Lawrence-Neimark. L'année suivante, elle a déménagé en Israël avec lui et a pris le poste de professeur agrégé de mathématiques à l'Institut Einstein de mathématiques, une composante de l'université hébraïque de Jérusalem.

## Recherche
L'article de Ruth Lawrence de 1990, Homological representations of the Hecke algebra, publié dans Communications in Mathematical Physics, a introduit, entre autres, certaines nouvelles représentations linéaires des groupes de tresses - connues sous le nom de « représentations de Lawrence-Krammer ». Dans des articles publiés en 2000 et 2001, Daan Krammer et Stephen Bigelow ont établi la fidélité de la représentation de Lawrence. Ce résultat est exprimé par la phrase « les groupes de tresses sont linéaires. »

## Récompenses et honneurs
En 2012, elle est devenue membre de l'American Mathematical Society.